# Volframio (sous-marin)
Le Volframio est un sous marin italien de la classe Platino (sous-classe de la Serie 600) utilisé par la Regia Marina pendant la Seconde Guerre mondiale.

## Conception et description
Les sous-marins de la classe Platino (également connu sous la classe Acciaio) est le dernier développement du type 600 comportant des améliorations par rapport à la série précédente, notamment en ce qui concerne les équipements et les aménagements internes, telles qu'une tourelle inférieure pour améliorer la stabilité et réduire la silhouette. Dans l'ensemble, même les bateaux de cette série donnent de bons résultats malgré toutes les limitations imposées par la mauvaise qualité des matériaux utilisés dans la construction en raison de difficultés d'approvisionnement, un défaut commun de la construction italienne de la période de la guerre. 
Les sous-marins de la classe Platino ont été conçus comme des versions améliorées de la précédente classe Adua. Ils déplacent 697 tonnes en surface et 850 tonnes en immersion. Les sous-marins mesurent 60,18 mètres de long, ont une largeur de 6,44 mètres et un tirant d'eau de 4,78 mètres.
Pour la navigation de surface, les sous-marins sont propulsés par deux moteurs diesel de 700 chevaux (522 kW), chacun entraînant un arbre d'hélice. En immersion, chaque hélice est entraînée par un moteur électrique de 400 chevaux-vapeur (298 kW). Ils peuvent atteindre 14 nœuds (26 km/h) en surface et 7,3 nœuds (13,5 km/h) sous l'eau. En surface, la classe Platino possède une autonomie de 5 000 milles nautiques (9 300 km) à 8,5 nœuds (15,7 km/h), en immersion, elle a une autonomie de 80 milles nautiques (150 km) à 3 nœuds (5,6 km/h).
Les sous-marins sont armés de six tubes torpilles internes de 53,3 cm, quatre à l'avant et deux à l'arrière. Ils sont également armés d'un canon de pont de 100 mm pour le combat en surface. L'armement antiaérien léger varie et peut consister en une ou deux mitrailleuses de 20 mm ou une ou deux paires de mitrailleuses de 13,2 mm.

## Histoire
Le Volframio est commandé pour  le chantier naval de Tosi à Tarente en Italie. La pose de la quille est effectuée le 30 avril 1941, le Volframio est lancé le 9 novembre 1941 et mis en service le 15 février 1942 à Tarente..
Le 7 août, il est envoyé entre l'Algérie, Ibiza et Majorque, dans une zone située entre les méridiens 1°40' Est et 2°40' Est,. Trois jours plus tard, il reçoit l'ordre de signaler tout repérage et de n'attaquer qu'après: en fait, l'opération britannique "Pedestal" commence, puis se solde par la Battaglia di mezzo agosto (bataille de la mi-août), et il faut que la formation ennemie soit attaquée par de nombreux sous-marins,. Le sous-marin, cependant, n'a aucun moyen de se rendre à l'attaque.
Il prend ensuite base à Cagliari en Sardaigne, sous le commandement du tenente di vascello (lieutenant de vaisseau) Giovanni Manunta.
Il est choisi ensuite pour certaines missions de transport et de débarquement d'incursion. Le Volframio quitté la base sarde dans la soirée du 2 février 1943, avec à son bord un groupe de 11 saboteurs pour débarquer entre le Cap Carbon et le Cap Sigli en Algérie,. Il arrive dans la zone préfixée pour débarquer les saboteurs dans la nuit du 6 février, mais il ne peut pas débarquer immédiatement en raison de la mer agitée. Le 8 février, il est détecté par des unités ennemies et bombardé avec des grenades sous-marines, mais il réussit à échapper aux attaquants,. Le 9 février, ne pouvant débarquer les saboteurs parce que les conditions météorologiques ne se sont pas améliorées, il est contraint de retourner à Cagliari,..
Le 30 mars, dans l'après-midi, il quitte La Maddalena pour tenter à nouveau la mission : selon les prévisions, il doit arrivé entre le Cap Carbon et le Cap Sigli entre le 5 et le 8 avril et il y ferait débarquer les onze saboteurs. Mais cette fois encore, il faut renoncer à l'atterrissage des saboteurs à cause du mauvais temps,.
L'armistice surprend le Volframio en maintenance à La Spezia; ne pouvant pas partir, l'équipage le saborde le 9 septembre 1943 pour éviter la capture.
Récupéré par les Allemands, il est touché en 1944 lors d'un bombardement aérien allié et coule à nouveau dans le port.
Le sous-marin a effectué un total de 15 missions de guerre, couvrant 9 040 milles nautiques (16 700 km) en surface et 1 733 milles nautiques (3 200 km) en immersion.